# Acalypha eremorum
Acalypha eremorum é uma espécie de flor do gênero Acalypha, pertencente à família Euphorbiaceae.